# Jugando a morir
Jugando a morir es una película española del género dramático estrenada en 1966, que narra los inicios y la etapa de ascenso del torero Blas Romero «El Platanito». La dirección estuvo a cargo de José Hernández Gan y los protagonistas fueron el mismo torero y los actores Ismael Merlo, Alicia Hermida y José Sancho.

## Argumento
La cinta narra la historia de un chico humilde que da sus primeros pasos en el ambiente taurino, logra triunfar finalmente en Mérida y consigue labrarse una fama y un nombre en el difícil mundo del toreo.